# Kommissionen Hallstein II
Kommissionen Hellstein II var en europeisk kommission som var i tjänst mellan den 10 januari 1962 och den 5 juli 1967. Den bestod av en ordförande, Walter Hallstein, och åtta andra kommissionärer. Det var den andra EU-kommissionen och ersattes 1967 av kommissionen Rey.

## Andra Hallstein-kommissionen
Den andra kommissionen var i tjänst mellan 10 januari 1962 och 5 juli 1967. Även den bestod av nio kommissionärer: två från Västtyskland, Frankrike och Italien och en från Nederländerna, Belgien och Luxemburg.
| Ordförande                              |  | Walter Hallstein     | Konservativ | Västtyskland  |  |  |  |  |  |  |
| Jordbruk samt vice ordförande           |  | Sicco Mansholt       | Socialist   | Nederländerna |  |  |  |  |  |  |
| Ekonomi och finans samt vice ordförande |  | Robert Marjolin      | Socialist   | Frankrike     |  |  |  |  |  |  |
| Inre marknaden samt vice ordförande     |  | Giuseppe Caron       | Konservativ | Italien       |  |  |  |  |  |  |
| Utomlandstillväxt                       |  | Henri Rochereau      | Konservativ | Frankrike     |  |  |  |  |  |  |
| Utrikesrelationer                       |  | Jean Rey             | Liberal     | Belgien       |  |  |  |  |  |  |
| Konkurrens                              |  | Hans von der Groeben | Konservativ | Västtyskland  |  |  |  |  |  |  |
| Socialfrågor                            |  | Lionello Levi Sandri | Socialist   | Italien       |  |  |  |  |  |  |
| Transport                               |  | Lambert Schaus       | Konservativ | Luxemburg     |  |  |  |  |  |  |

15 maj 1963 avgick Giuseppe Caron. Han ersattes av en ny italiensk kommissionär, som ansvarade för samma sakområde. I samband med att Guido Colonna di Paliano tog över efter Giuseppe Caron, så blev Lionello Levi Sandri även vice ordförande istället för att Paliano skulle ha tagit över den posten också efter Giuseppe Caron. 
| Giuseppe Caron (Inre marknaden)  |  | Giuseppe Caron | Konservativ | Italien   |  |  |  |
| Giuseppe Caron (Vice ordförande) |  | Lambert Schaus | Konservativ | Luxemburg |  |  |  |

### Summering: Politisk tillhörighet
| politisk tillhörighet | antal kommissionärer |
| --------------------- | -------------------- |
| Konservativ           | 5                    |
| Liberal               | 1                    |
| Socialist             | 3                    |

| Europeiska flaggan | EU-portalen – temasidan för Europeiska unionen på svenskspråkiga Wikipedia. |